# Charenton (Luisiana)
Charenton é uma Região censo-designada localizada no estado americano de Luisiana, na Paróquia de St. Martin.

## Demografia
Segundo o censo americano de 2000, a sua população era de 1944 habitantes.

## Geografia
De acordo com o United States Census Bureau tem uma área de
15,5 km², dos quais 15,1 km² cobertos por terra e 0,4 km² cobertos por água. Charenton localiza-se a aproximadamente 4 m acima do nível do mar.

## Localidades na vizinhança
O diagrama seguinte representa as localidades num raio de 32 km ao redor de Charenton.